# Buneakivka, Kozelșciîna
Buneakivka (în ucraineană Буняківка) este un sat în comuna Hovtva din raionul Kozelșciîna, regiunea Poltava, Ucraina.

## Demografie
Componența lingvistică a localității Buneakivka
     Ucraineană (96,3%)
     Rusă (3,24%)
Conform recensământului din 2001, majoritatea populației localității Buneakivka era vorbitoare de ucraineană (96,3%), existând în minoritate și vorbitori de rusă (3,24%).